# Dow Ber Meisels
Dow Ber Meisels, v jidiš דוב בער מייזלס‎, uváděn též jako Dov Be'er Meisels, Meisel, Majzels (1798 Szczekociny – 17. března 1870 Varšava) byl polský a rakouský židovský předák, rabín a politik z Haliče, během revolučního roku 1848 poslanec Říšského sněmu.

## Biografie

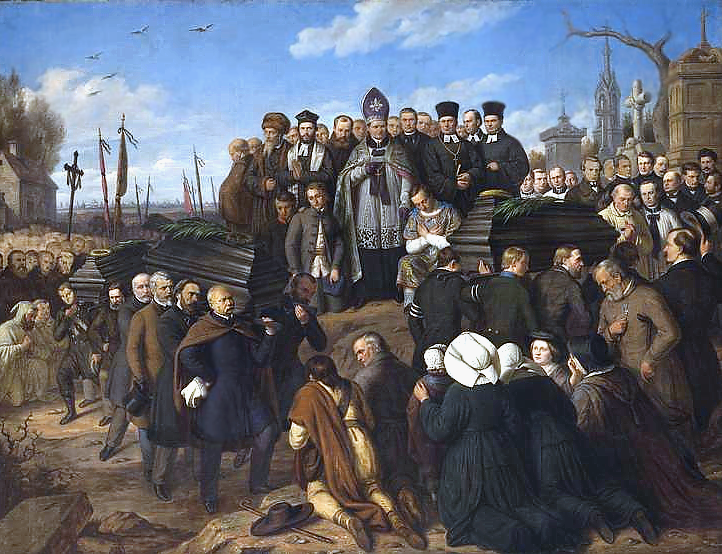
Dow Ber Meisels na pohřbu polských obětí povstání v roce 1861, obraz od Aleksandra Lessera. Meisels stojí nahoře vlevo.

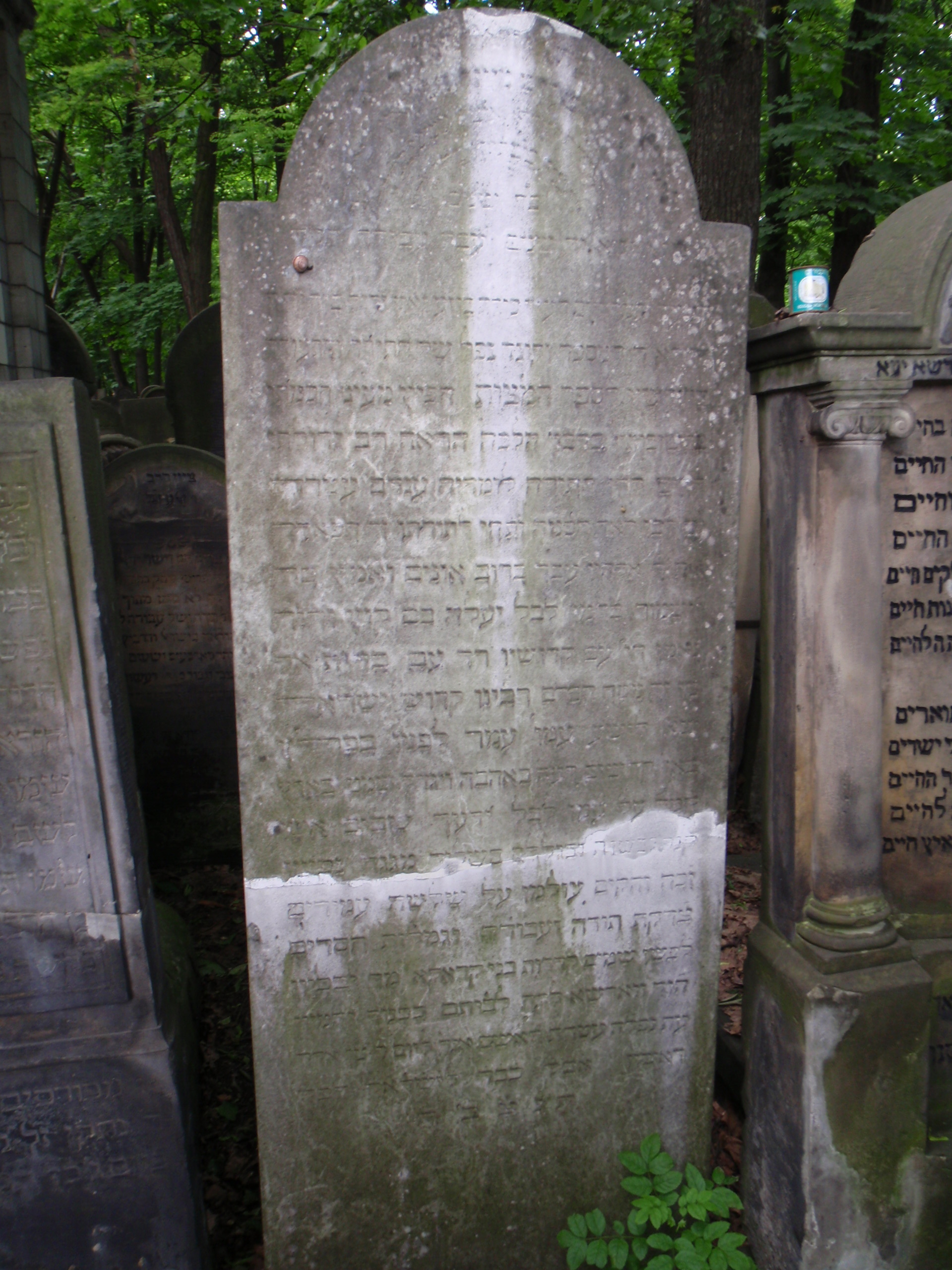
Hrob Dowa Bera Meiselse na židovském hřbitově ve Varšavě.

V letech 1832–1835 vlastnil banku v Krakově. Byl zde vrchním rabínem. Zastupoval židy v městské radě i v senátu Krakovské republiky. Sdílel politickou orientaci liberálního měšťanstva. Sympatizoval s polským povstáním roku 1846 v Krakově.
Během revolučního roku 1848 se zapojil do politického dění. V dubnu 1848 byl členem krakovské deputace k císaři do Vídně, která žádala občanská ústavní práva. V doplňovacích volbách byl zvolen na rakouský ústavodárný Říšský sněm. Poslancem se stal v lednu 1849. Zastupoval volební obvod Krakov II. Uvádí se jako vrchní rabín.
V roce 1849 udržoval kontakty s uherskými povstalci. V roce 1856 se stal vrchním rabínem tzv. Kongresového Polska (polský státní útvar začleněný do Ruského impéria) ve Varšavě. Vystupoval ve prospěch zrovnoprávnění židů, jejich integraci do společnosti. Podporoval zapojení židů do řemeslnických a zemědělských profesí. V roce 1861 se účastnil pohřbu obětí polského povstání. Byl po tři měsíce ve vazbě a musel pak opustit Polsko. V roce 1862 se vrátil do Varšavy a byl pod policejním dohledem.